# Dietrich Bonhoeffer
Dietrich Bonhoeffer  (Wrocław, 4 de fevereiro de 1906 — Flossenbürg, 9 de abril de 1945) foi um teólogo e filósofo, pastor luterano, membro da resistência alemã anti-nazista e membro fundador da Igreja Confessante, ala da igreja evangélica contrária à política nazista.
Bonhoeffer envolveu-se na trama da Abwehr para assassinar Hitler. Em março de 1943 foi preso e acabou sendo enforcado semanas antes do próprio Hitler cometer suicídio e exatamente um mês antes do fim da II Guerra Mundial.

## Biografia
Nascido em Breslau em 4 de Fevereiro 1906, foi o sexto de oito filhos de um psiquiatra de classe média alta. Quando jovem, decidiu seguir a carreira pastoral na Igreja Luterana.
Fez os primeiros estudos de teologia na Universidade de Tübingen, mas, em 1924, mudou-se para Berlin onde, em 1927, doutorou-se em teologia na Universidade de Berlim, onde apresentou uma dissertação sobre a "Comunhão dos Santos", orientado por Reinhold Seebeerg. Trata-se de um trabalho que recebeu influencias de Karl Barth, Hegel, Max Weber e Ernst Troeltsch.
Sua dissertação é um texto difícil, digno da tradição germânica de rigor acadêmico. A partir de um diálogo com a filosofia idealista alemã, Bonhoeffer defende que a Igreja se manifesta na criação de uma comunidade de crentes, que tem não só uma densidade teológica como também sociológica.
Durante o período que esteve em Berlin, teve contato com Adolf von Harnack, que o influenciaria.
Em 1928, foi enviado para Barcelona, onde se tornou vigário na paróquia protestante alemã.
Quando voltou à Alemanha, concluiu sua tese de pós-doutorado (Habilitationsschrift), intitulada “Akt und Sein”, tarefa que era um requisito para lecionar em universidades. Nessa obra, utilizou elementos do pensamento de Kant para explicar a realidade da condição pecador do homem, do relacionamento com Deus e com a necessidade da cruz. Segundo Bonhoeffer, quando o ser humano está em sintonia como “Adão”, o homem vive em uma condição de “coração voltado para si mesmo” e que a única solução para essa crise seria entrar em sintonia com Jesus Cristo.
Entre 1930 e 1931, estudou por um ano no Union Theological Seminary em Nova York, onde conheceu o trabalho pastoral prático nas paróquias do Harlem, principalmente, na Abyssinian Baptist Church, e teve contato com as consequências da Grande Depressão, iniciada em 1929, que afetou particularmente os afro-americanos e os agricultores. Embora fosse cético em relação à teologia dos Estados Unidos, ele foi influenciado pelo evangelho social. Incentivado pelas perguntas críticas dos norte-americanos e pelo rigoroso pacifismo de seu colega francês Jean Lasserre, Bonhoeffer, que até então havia sido cauteloso com as questões políticas, começou a se debater com o tema da paz.
Em 1931:
- começou a ensinar na Faculdade de Teologia de Berlim;
- foi ordenado no dia 15 de novembro;
- foi eleito como secretário juvenil da União Mundial para a Colaboração entre as Igrejas.

Em 1933, passou a fazer parte do Conselho Cristão Universal "Life and Work", do qual nasceria, depois, o Conselho Mundial de Igrejas.
No início de 1933, com a ascensão de Hitler ao poder, teve início uma disputa no seio da Igreja Evangélica Alemã, a qual Bonhoeffer pertencia.
Ainda no dia 1º de fevereiro de 1933, proferiu uma palestra no rádio, onde criticou "líderes" que se deificam, razão pela qual a transmissão foi interrompida.
Entretanto, muitos evangélicos acolheram favoravelmente o advento do nazismo e, no verão de 1933, alguns propuseram uma resolução (Parágrafo Ariano) que impediria que os "não arianos" se tornassem ministros de culto ou professores de religião. Bonhoeffer se opôs a essa tese, afirmando que a sua ratificação submeteria os ensinamentos cristãos à ideologia política: se aos "não arianos" fosse impedido o acesso ao ministério, então os pastores teriam que renunciar em sinal de solidariedade, também sob o custo de fundar uma nova Igreja, livre da influência do regime.
Em um artigo publicado em abril de 1933 intitulado como: “Die Kirche vor der Judenfrage” (“A igreja e a questão judaica”), abordou o tema da relação entre a Igreja e a ditadura nazista, defendendo fortemente que a Igreja tinha o dever de se opor à injustiça política, inclusive chegando a afirmar que se o Estado agir com injustiça, cabe à Igreja “a obrigação incondicional para com as vítimas, mesmo que elas não pertençam à comunidade cristã”.
Entre os dias 15 e 20 de setembro de 1933, participou da conferência da World Alliance, entidade do mundo ecumênico (precursora do Conselho Mundial de Igrejas), em Sofia (Bulgária).
Em setembro de 1933, quando a referida resolução foi aprovada pelo Sínodo nacional da Igreja Evangélica Alemã, decidiu se mudar para pregar em congregações protestantes de língua alemã na região de Londres.
Em Londres, se tornou amigo de George Kennedy Allen Bell, o bispo anglicano de Chichester, que era fortemente comprometido com as questões sociais.
Em 31 de maio de 1934, nasceu a chamada Igreja Confessante formada por dissidentes da Igreja Evangélica Alemã, que adotou a Declaração de Barmen, escrita por em oposição ao nazismo.
Em 15 de abril de 1935, Bonhoeffer, após uma breve visita à Índia, onde teve contato com Mahatma Gandhi, voltou para a Alemanha para dirigir, primeiramente em Zingst e depois em Finkenwalde, um seminário para a formação dos pastores da Igreja  Confessante, mas em 1936, sua licença para ensinar foi revogada. Em agosto de 1937, foi publicada uma ordem de Himmler que declarava ilegal a atividade de formação de candidatos a pastores para a Igreja Confessante. Em setembro, o Seminário de Finkenwalde foi fechado pela Gestapo.
Em 1939, viajou para os Estados Unidos, como representante do então movimento ecumênico protestante europeu.
Nos dois anos seguintes, Bonhoeffer continuou a atividade de professor na clandestinidade; em janeiro de 1938, a Gestapo o baniu de Berlim e, em 22 de agosto de 1940, proibiu-o de falar em público. Em março de 1941, foi proibida a publicação de seus escritos.

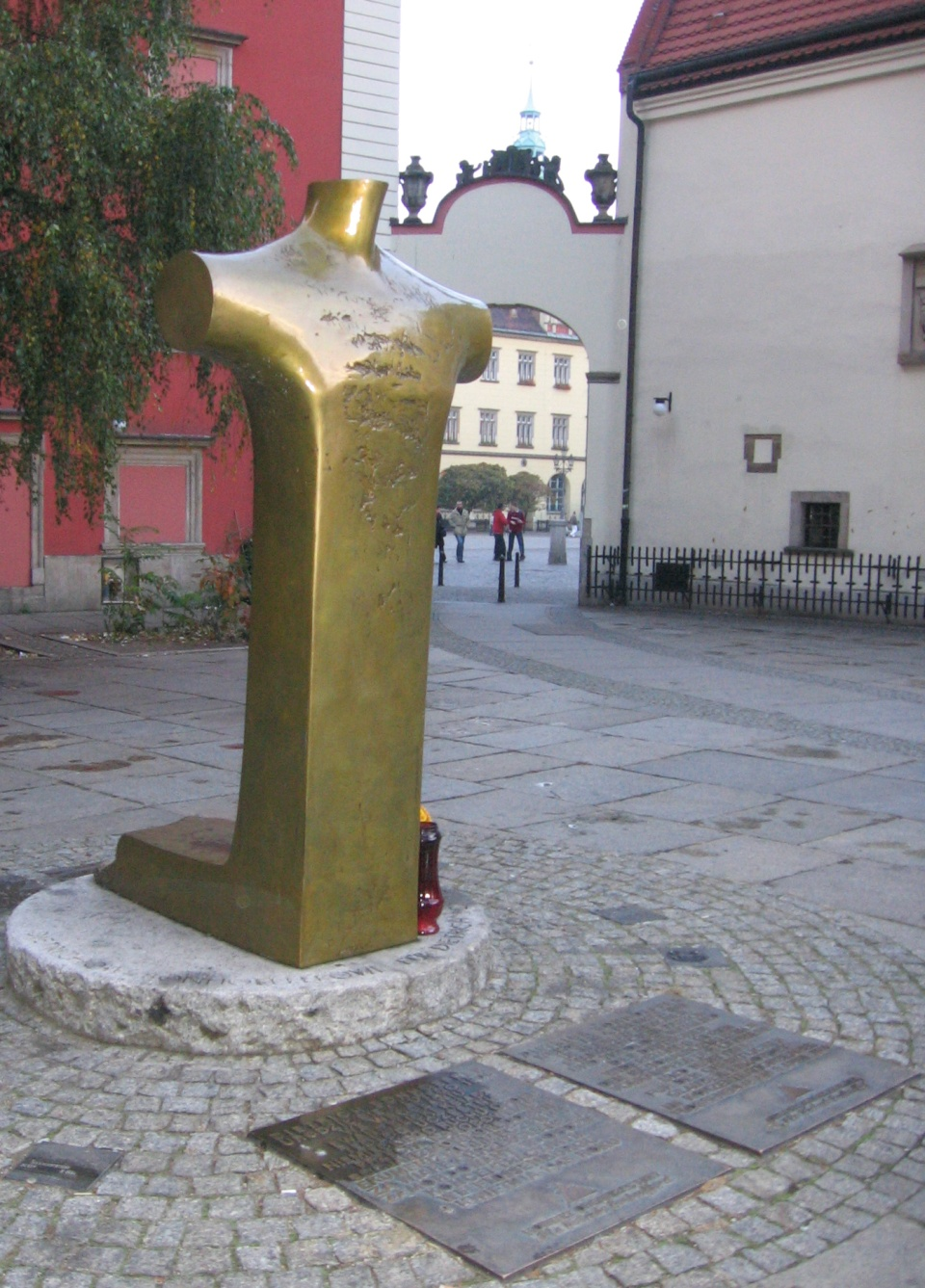
Memorial de Dietrich Bonhoeffer, em Wroclaw, Polônia

Em 1939, se aproximou de um grupo de resistência e conspiração contra Hitler, constituído entre outros pelo advogado Hans von Dohnanyi (seu cunhado), pelo almirante Wilhelm Canaris e pelo general Hans Oster.
No início de 1943, ficou noivo de Maria von Wedemeyer.
Em abril de 1943, foi preso em decorrência de sua ajuda para a fuga de um grupo de judeus da Alemanha. Durante os dois anos de prisão que precederam a sua morte, nas cartas ao amigo Eberhard Bethge, explorou o significado da fé cristã em um "mundo que se tornou adulto", perguntando-se: "Quem é Cristo para nós hoje?".
O cristianismo muitas vezes fugiu do mundo, tentando encontrar um último refúgio para Deus em um canto "religioso", a salvo da ciência e do pensamento crítico. Mas Bonhoeffer afirmou que é justamente a humanidade na sua força e maturidade que Deus exige e transforma em Jesus Cristo, "a pessoa pelos outros".
Depois de uma tentativa fracassada de atentado contra Hitler no dia 20 de julho de 1944, foi transferido para a prisão de Berlim, depois para o campo de concentração de Buchenwald e, por fim, para o de Flossenbürg, onde, no dia 09 de abril de 1945, 10 dias antes que tropas soviéticas libertassem o campo, foi enforcado, junto com seu irmão Klaus, e cunhados Hans von Dohnanyi e Rüdiger Schleicher.
Em 1955, o médico do campo de concentração, Hermann Fischer-Hüllstrung, relatou o fato do seguinte modo:
| “ | Através da porta entreaberta em uma sala dos barracos, eu vi o pastor Bonhoeffer, antes de vestir o seu uniforme da prisão, ajoelhar-se no chão para rezar a Deus com fervor. Fiquei profundamente tocado pelo modo com que esse homem amável rezava, tão devoto e seguro de que Deus ouvia a sua oração. No lugar da execução, ele disse outra breve oração e, depois, subiu os degraus para o patíbulo, corajoso composto. A sua morte se seguiu depois de poucos segundos. Nos quase 50 anos de profissão médica, eu nunca tinha visto um homem morrer tão totalmente submisso à vontade de Deus | ” |

## Obras
Sua obra mais famosa, escrita no período de ascensão do nazismo foi "A Condição de Discípulo" (Nachfolge) na qual desenvolve a polêmica acerca da teologia da graça, fundamento da obra de Lutero. O livro opõe-se a ênfase dada à "justificação pela graça sem obras da lei", afirmando que:
| “ | A graça barata é inimiga mortal de nossa Igreja. A nossa luta trava-se hoje em torno da graça preciosa que é o tesouro oculto no campo, por amor do qual o homem vende tudo que tem (...) a escuta do chamamento de Jesus Cristo, que faz com que o discípulo largue suas redes e O siga, (...) o dom pelo qual se tem que rezaer, a porta à qual se tem que bater. | ” |

Estas linhas já denotam o profundo "fazer teológico poético", tão característico da obra de Bonhoeffer.
Quando já estava sendo perseguido pelo nazismo, Bonhoeffer escreveu um tratado considerado por muitos uma das maiores obras primas do protestantismo, que denominou simplesmente "Ética". É nesta obra que ele justifica, em parte, seu engajamento na resistência alemã anti-nazista e seu envolvimento na luta contra Adolf Hitler, dizendo que:
| “ | É melhor fazer um mal do que ser mau. | ” |

As suas cartas da prisão são um testemunho do sentido do martírio e um tesouro para a Teologia Cristã do século XX.

## Contribuições teológicas
Foi influenciado por Adolf von Harnack, Martin Kählers, Rudolf Otto e Wilhelm Dilthey. Combinou o pensamento jurídico do Antigo Testamento com o cristocentrismo do Novo Testamento.
Seu tema central é a Igreja como o Corpo de Cristo, ou seja, uma comunidade de seguidores de Cristo encarregada por Deus para mostrar solidariedade com o mundo.
Sua teologia tem características místicas, mas nunca perde sua conexão com a prática.

### Jesus Cristo como o centro
Acreditava que ser cristão consistiria em orar e fazer o que é justo entre as pessoas, porque a Encarnação e a Cruz estabelecem um amor abrangente pelo mundo. Em uma carta a Theodor Litt em 1939, disse:
| “ | Só porque Deus se tornou uma pessoa pobre, miserável, desconhecida, malsucedida, e porque a partir de agora Deus quer ser encontrado sozinho nesta pobreza, na cruz, é por isso que não podemos nos livrar das pessoas e do mundo, é por isso que amamos os irmãos. | ” |

.

### Discipulado
| “ | Discipulado significa adesão a Cristo, e porque Cristo é o objeto dessa adesão, esta deve tomar a forma do discipulado. Uma cristologia abstrata, um sistema doutrinal, um conhecimento religioso geral a respeito do tema da graça ou a respeito do perdão dos pecados, tornam o discipulado supérfluo, e, de fato, eles positivamente excluem qualquer ideia de discipulado, e são essencialmente hostis a todo o conceito de seguir a Cristo. Com uma ideia abstrata, é possível entrar em uma relação de conhecimento formal, tornar-se entusiasta a respeito e talvez até colocá-la em prática. Mas isso nunca será seguido de obediência pessoal. Cristianismo sem o Cristo vivo é inevitavelmente cristianismo sem discipulado, e cristianismo sem discipulado é sempre cristianismo sem Cristo. Isso permanece uma ideia abstrata, um mito que tem um lugar para a paternidade de Deus, mas omite Cristo como o Filho vivo. E um cristianismo dessa natureza é nada mais nada menos que o fim do discipulado. Em tal religião há confiança em Deus, mas não há seguimento de Cristo. Porque o Filho de Deus se tornou Homem, porque ele é o Mediador, e por essa razão apenas o único relacionamento verdadeiro que podemos ter com ele é segui-lo. Discipulado é estar vinculado a Cristo como o Mediador, e onde isto é adequadamente entendido, necessariamente implica em fé no Filho de Deus como Mediador. Somente o Mediador, o Deus Homem, pode chamar homens para segui-lo. | ” |

| “ | se nosso cristianismo deixou de ser discipulado, se nós afogamos o evangelho em uma exaltação emocional que não faz exigências custosas e que não faz distinção entre a existência natural e a existência cristã, então nós não veremos a cruz a não ser como uma calamidade comum de cada dia, como uma das provas e tribulações da vida. | ” |

### Rejeição à Doutrina dos Dois Reinos
Rejeitou a doutrina dos dois reinos que prevaleceu durante séculos entre os luteranos, pois entendia que:
| “ | Quanto mais confessamos exclusivamente a Cristo como o Senhor, mais a amplitude de seu domínio é revelada. [...] O mundo pertence a Cristo e só em Cristo é o que é. Portanto, não precisa de nada menos do que o próprio Cristo. Tudo seria corrompido se alguém quisesse guardar Cristo para a igreja enquanto apenas concedesse ao mundo algum tipo de lei, talvez cristã. [...] Desde que Deus se fez carne em Cristo e entrou no mundo, fomos proibidos de reivindicar dois espaços, duas realidades: Só existe este mundo | ” |

Por outro lado, concordava com Lutero, ao reconhecer que o cristão tinha um dever de obediência às autoridades, exceto se essa obediência resultasse na violação de um mandamento divino”.
Reconhecia uma separação clara entre mundo e congregação, mas sustentava que a missão da congregação seria a de pregar Cristo ao mundo, que morreu não apenas pela congregação, mas pelo mundo inteiro.

### Ética
O cristão individual e a comunidade de crentes não podem se esquivar de decisões em situações pessoais e históricas concretas, pois somente desse modo, poderia haver a plenitude de vida que a mensagem de Jesus promete.
A ética de Bonhoeffer é uma ética da ação responsável da Igreja no mundo. Entende que há duas maneiras de se discernir a vontade de Deus em uma situação concreta: a primeira é a necessidade do próximo (nunca a da própria pessoa em primeiro lugar) e a segunda, o exemplo de Jesus.

## Livros de sua autoria publicados no Brasil
- Orando com os Salmos -  O autor propõe uma chave hermenêutica para a leitura do Antigo Testamento, em moldes tipicamente luteranos. Desse modo, Jesus Cristo é a chave para a interpretação da Bíblia Hebraica. Trata-se de uma proposta de leitura dos Salmos a partir do princípio hermenêutico de buscar nas Escrituras "o que exalta a Cristo”. Segundo o autor:

| “ | se pois quisermos ler e orar as orações da Bíblia, especialmente os Salmos, então não devemos começar indagando o que elas têm a ver conosco, mas devemos perguntar o que elas têm a ver com Jesus Cristo | ” |

.
Trata-se de uma obra escrita em uma época na qual o antissemitismo estava em ascensão na Alemanha. Ao exaltar a importância dos Salmos na vida devocional cristã, o autor lembra a figura do Rei Davi, a quem a tradição atribui a autoria de boa parte do Saltério. Davi torna-se uma espécie de símbolo do elemento judaico, que é a raiz e o berço da fé cristã. O livro foi censurado pelas autoridades nazistas e somente foi reeditado na Alemanha na década de 1950.
- Ética, Editora Sinodal, 2005
- Discipulado, Editora Sinodal, 2004 - Trata-se de um comentário ao Sermão da Montanha (Capítulos 5 a 7 do Evangelho segundo Mateus), que contém uma crítica ao espírito de “cristandade” existente na Alemanha da época, onde se pensava que quem nasceu na Alemanha seria cristão por definição. Percebe-se a influência que recebeu de Søren Kierkegaard (1813-1855), filósofo dinamarquês, pai da vertente cristã do existencialismo filosófico, que cerca de cem anos antes havia criticado a mesma situação em seu país. Nessa obra são apresentados conceitos como: “graça barata” (billige gnade) e “graça preciosa” (teure gnade). O autor enfatiza a radicalidade do chamado de Jesus aos que querem segui-lo – seguir Jesus é tomar a cruz (cf. Lc 9.23).

| “ | Graça barata é a pregação do perdão sem exigência de arrependimento, do batismo sem a disciplina da igreja, de comunhão sem confissão, de absolvição sem confissão pessoal. Graça barata é graça sem discipulado, graça sem a cruz, graça sem Jesus Cristo, vivo e encarnado. | ” |

.
- Resistência e Submissão: Cartas e Anotações Escritas na Prisão, Editora Sinodal, 2003
- Tentação, Editora Sinodal, 2003 - Analisa a tentação de Adão e de Jesus, que resultaram, respectivamente, na queda do ser humano e de Satanás e, ainda, aborda a tentação da carne, a do espírito e a tentação total.[8]
- Vida em comunhão, Editora Sinodal, 1986 - Trata-se de uma orientação escrita para a vida diária dos seminaristas de Finkenwalde, na qual o autor fez uma espécie de adaptação de um modelo monástico beneditino para a vida dos seminaristas luteranos.[1]

## Livros sobre Bonhoeffer publicados no Brasil
- Dietrich Bonhoeffer: cristianismo e testemunho, Ir. Miriam Cunha Sobrinha, Editora Edusc, 2006
- Dietrich Bonhoeffer: Vida e Pensamento, Werner Milstein, Editora Sinodal, 2006
- Bonhoeffer: o mártir, Craig J. Slane, Editora Vida, 2007.
- Vítima e vencedor do nazismo - Dietrich Bonhoeffer, Georges Hourdin, Paulinas Editora, 2002.
- Bonhoeffer: Pastor, Mártir, Profeta, Espião, Eric Metaxas, Editora Mundo Cristão, 2011
- Cristianismo Arreligioso - Uma introdução à cristologia de Dietrich Bonhoeffer, Martin Barcala, Fonte Editorial, 2010[9].

## Filmes
- Bonhoeffer: O Agente da Graça, Comev, 1999
- Bonhoeffer (2024) distribuído pela Angel Studios. Escrito e dirigido por Todd Komarnicki.

## Obras publicadas em alemão
Muitas das obras publicadas de Bonhoeffer foram compiladas de vários documentos após sua morte.
- Literatur von und über Dietrich Bonhoeffer im Katalog der Deutschen Nationalbibliothek (Literatura de e sobre Dietrich Bonhoeffer no catálogo da Biblioteca Nacional Alemã)
- Bonhoeffer in Finkenwalde. Briefe, Predigten, Texte aus dem Kirchenkampf gegen das NS-Regime 1935–1942. Studienausgabe mit Hintergrunddokumenten und Erläuterungen, hrsg. von Karl Martin unter Mitarbeit von L.-Maximilian Rathke. Fenestra-Verlag, Wiesbaden/Berlin 2012 (Bonhoeffer em Finkenwalde. Cartas, sermões, textos da luta da igreja contra o regime nazista de 1935 a 1942. Edição de estudo com documentos de fundo e explicações, ed. por Karl Martin com a ajuda de L.-Maximilian Rathke. Fenestra-Verlag, Wiesbaden / Berlin 2012.)
- Dietrich Bonhoeffer: Werke. (DBW) (Dietrich Bonhoeffer: Obras. 17 volumes e 2 volumes suplementares. Editado por Eberhard Bethge et al.; Kaiser, Gütersloh 1986–1999.)
- Diese kritische Gesamtausgabe ist als Grundlage für alle Arbeiten über Bonhoeffer geeignet
- Sanctorum Communio. Dissertation (1927)
- Akt und Sein. Transzendentalphilosophie und Ontologie in der systematischen Theologie. Habilitationsschrift. (1930) (Aja e seja. Filosofia Transcendental e Ontologia em Teologia Sistemática. Tese de habilitação)
- Die Kirche vor der Judenfrage (1933) (A Igreja e a Questão Judaica)
- Nachfolge (1937) (Sucessão)
- Ethik (1949) (Ética)
- Beten und Tun des Gerechten. Glaube und Verantwortung im Widerstand. (Orando e fazendo o que é justo. Fé e responsabilidade na resistência)
- Schöpfung und Fall. Theologische Auslegung von Genesis 1–3. Evangelischer Verlag A. Lempp, Munique (1937) (Criação e queda. Interpretação teológica de Gênesis 1-3)
- Schöpfung und Fall. Versuchung. Kaiser, Munique (1968) (Criação e queda. Tentação)
- Die Weisheit Gottes – Jesus Christus. Hrsg. von Manfred Weber. Kiefel, Gütersloh 1998, ISBN 3-579-05606-9. (A sabedoria de Deus - Jesus Cristo)
- Gemeinsames Leben (= Theologische Existenz heute, Heft 61). Chr. Kaiser Verlag, Munique 1939, ISBN 3-579-01875-2; TB, ISBN 3-579-00452-2. (Vida comum (=  Existência Teológica Hoje , Edição 61)).
- Widerstand und Ergebung. Briefe und Aufzeichnungen aus der Haft. Hrsg. von Eberhard Bethge. (Resistência e resignação. Cartas e notas da prisão.)
- Gesammelte Werke Bd. 8; Kaiser, Gütersloh (1998) (Trabalhos coletados, Vol. 8)
- Auswahl als Taschenbuchausgabe: Gütersloher Taschenbücher 457; Gütersloher Verlags-Haus, Gütersloh 172002, ISBN 3-579-00457-3 (Seleção como edição de bolso)
- Brautbriefe Zelle 92. Dietrich Bonhoeffer – Maria von Wedemeyer 1943–1945. C. H. Beck, Munique (2006) (Cartas nupciais, célula 92. Dietrich Bonhoeffer - Maria von Wedemeyer 1943–1945)
- Das Gebetbuch der Bibel. Eine Einführung in die Psalmen. 10. Auflage. Hänssler, Neuhausen/Stuttgart (1980) (O livro de orações da Bíblia. Uma introdução aos salmos. 10ª edição.)
- Fragmente aus Tegel. Drama und Roman. Chr. Kaiser Verlag, Munique (1978) (Fragmentos de Tegel. Drama e romance)
- Schweizer Korrespondenz 1941/42. Im Gespräch mit Karl Barth. Kaiser, Munique (1982) (Correspondência suíça 1941/42. Em conversa com Karl Barth)
- Christologie. Kaiser, Munique (1981). (Cristologia)
- Versuchung. Bearbeitet und hrsg. von Eberhard Bethge. 3. Auflage. Kaiser, Munique (1956) (Tentação)
- Die Antwort auf unsere Fragen. Gedanken zur Bibel. 9. Auflage. Gütersloher Verlagshaus, Gütersloh (2005) (A resposta às nossas perguntas. Pensamentos sobre a Bíblia)
- Von guten Mächten wunderbar geborgen. Mosaik bei Goldmann, München 2010, ISBN 978-3-442-17163-7 (mit Kurzbiographie und einem Nachwort von Manfred Weber). (Por graciosos poderes tão maravilhosamente protegidos) (com uma curta biografia e um posfácio de Manfred Weber).